# 御筆匾額

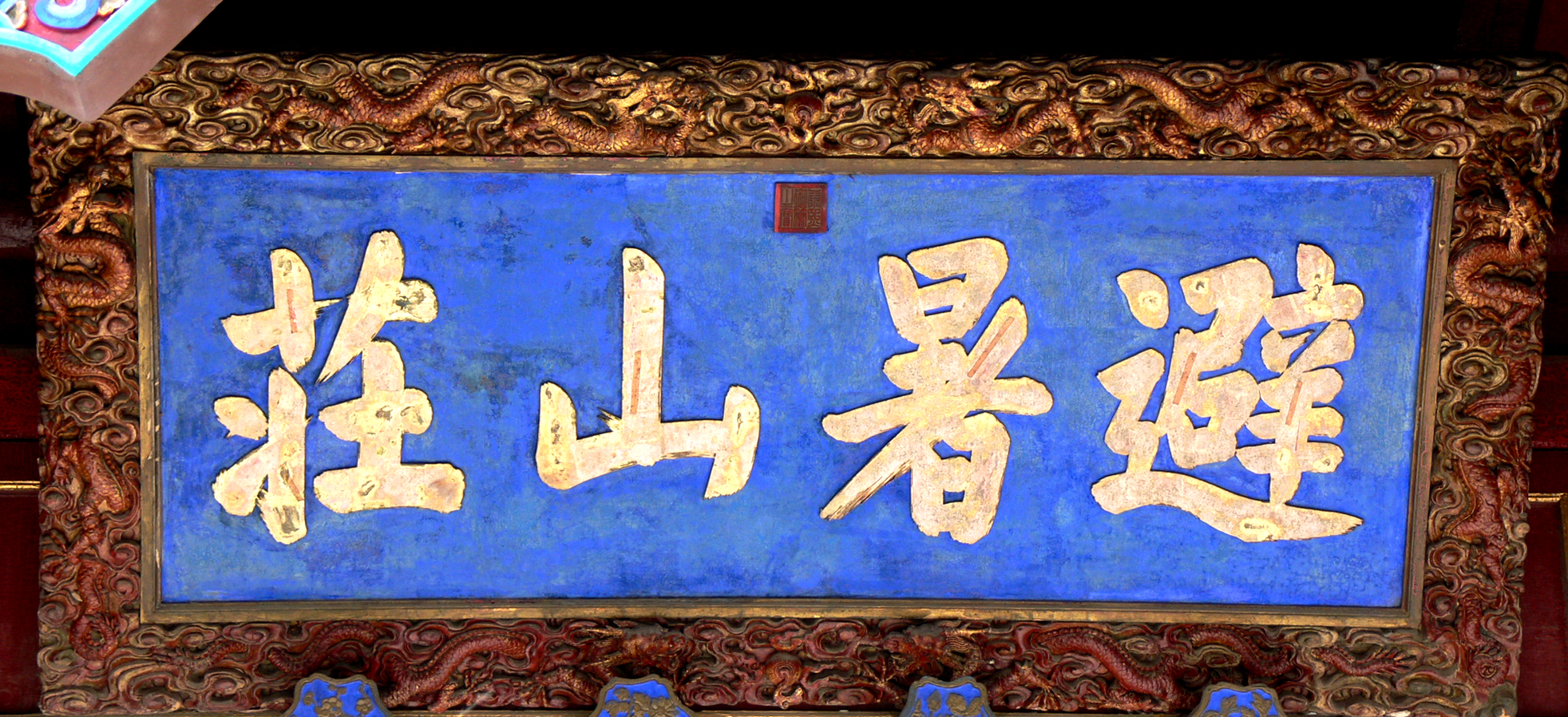
康熙帝御笔避暑山庄龙匾

御筆匾額，是指東亞君主（中國皇帝、日本天皇、朝鮮君主、越南君主等）所賜，由君主親筆題字之匾額。賜給寺院、廟宇的御筆匾額又稱敕額。中國皇帝的御筆匾額除了賜給於領地內的廟宇建築、仕紳等臣民外，還有賜給朝貢國、附屬國、藩屬國。

## 形式特徵

### 清朝
清朝皇帝御筆匾額的落款中，通常沒有上款及下款，所以看不到年代歲次及題字贈匾人名等常見訊息；皇帝御筆匾額僅有中款題字，通常為四個大字，形式簡潔。
要辨視皇帝御筆匾額，全靠匾額正中央上方的御印。御印刻有六個字，前兩個字是該皇帝的年號，後四個字為御筆之寶。例如，光緒帝所賜匾額即蓋有光緒御筆之寶之御印。
清朝匾額等級  金匾>石匾>木匾

## 現存的御筆匾額

### 中國皇帝御筆匾額

#### 中國大陸

##### 北京
- 紫禁城乾清宮高懸順治皇帝御筆匾額「正大光明」
- 紫禁城養心殿明間高懸雍正皇帝御筆匾額「中正仁和」、西暖閣則懸掛「勤政親賢」匾
- 紫禁城永寿宫高悬乾隆皇帝御笔匾额「令儀淑德」
- 紫禁城太和殿高懸乾隆皇帝御筆匾額「建極綏猷」
- 紫禁城中和殿高懸乾隆皇帝御筆匾額「允執厥中」
- 紫禁城保和殿高懸乾隆皇帝御筆匾額「皇建有極」
- 紫禁城欽安殿高懸乾隆皇帝御筆匾額「統握元樞」
- 光绪皇帝御笔颐和园匾额。

##### 河北
- 康熙皇帝御笔避暑山庄匾额

##### 山西
- 應縣佛宮寺釋迦塔
  - 明成祖御筆匾額「峻極神工」
  - 明武宗御筆匾額「天下奇觀」

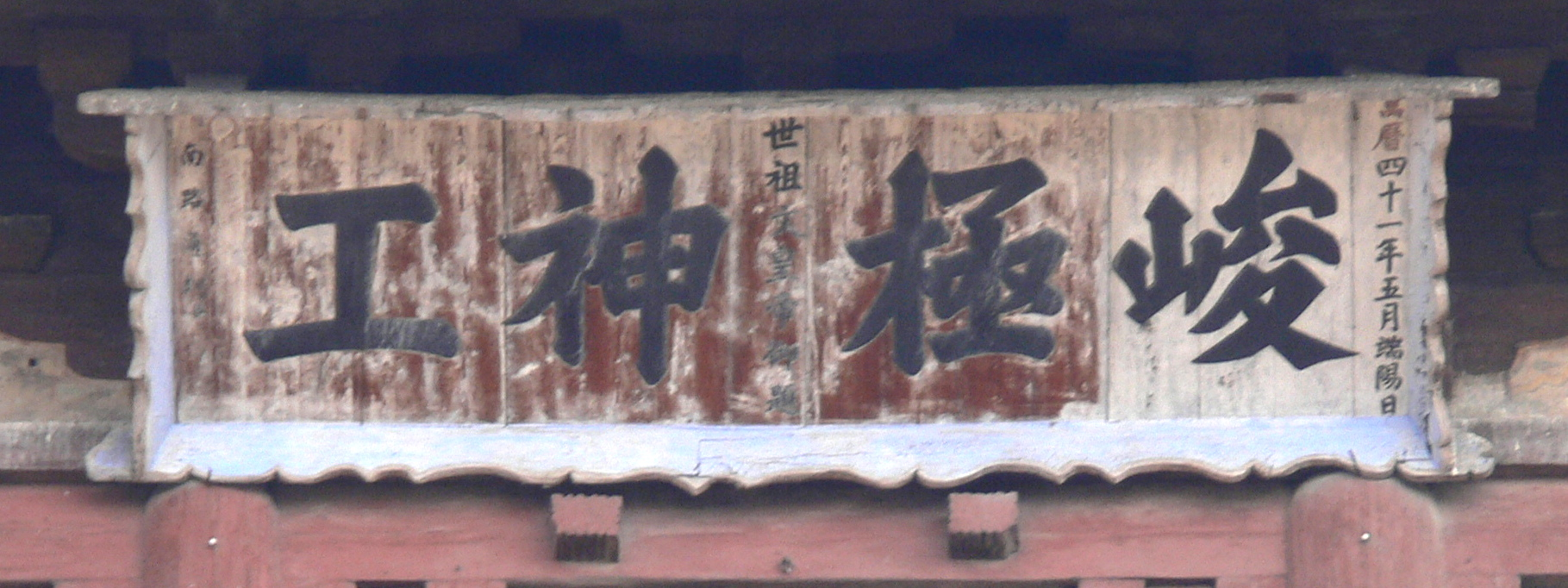
明成祖御笔匾额峻极神工（應縣佛宮寺釋迦塔）

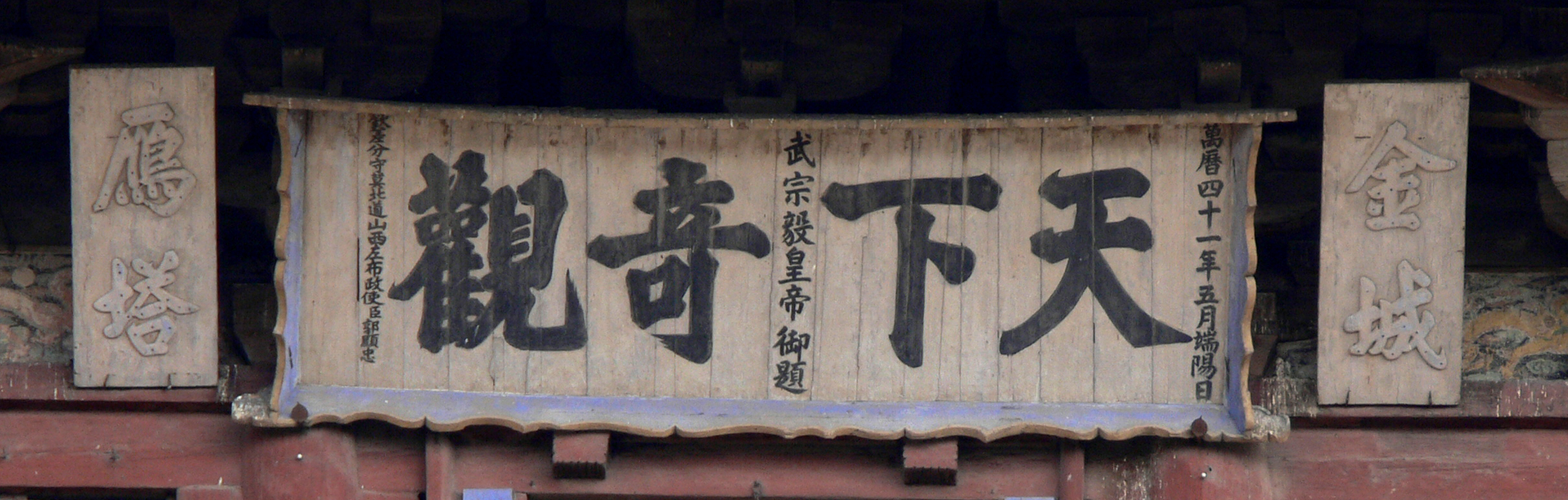
明武宗皇帝御笔“天下奇观”匾额（應縣佛宮寺釋迦塔）

- 解州关帝庙：康熙皇帝御笔崇宁殿御筆匾額「义炳乾坤」[1]

##### 福建
- 雍正皇帝御賜湄洲天后宮「神昭海表」匾額

##### 四川

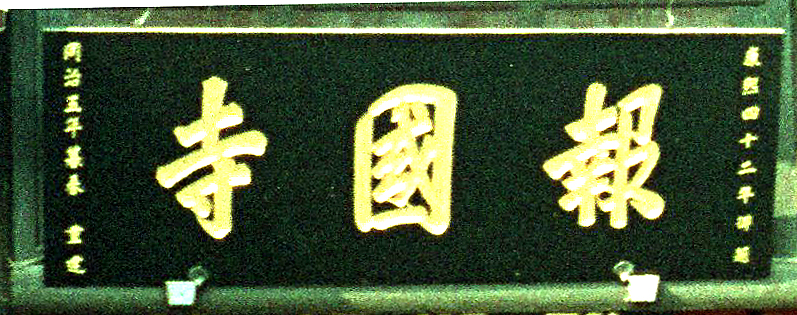
康熙帝御题报国寺额匾

- 峨眉山报国寺康熙帝御笔

##### 青海
- 塔爾寺：乾隆皇帝曾賜匾額「梵教法幢」。

##### 西藏
- 布达拉宫：清朝乾隆皇帝御笔匾额“涌莲初地”、清朝同治皇帝御笔匾额“振锡绥疆”、“福田妙果”。
- 扎什伦布寺：清朝同治皇帝御笔匾额“三摩正觉”。
- 门珠林寺：清朝道光皇帝御笔匾额“大千普佑”

#### 香港
- 上環文武廟：因1877年華北水患，東華三院籌得白銀五十萬兩賑災，光緒皇帝賜“神威普佑”匾額。
- 東華醫院禮堂：因1885年6月（清朝光緒十年）珠江三角洲洪水，東華三院籌得超過十萬銀元善款賑災，遂由兩廣總督張之洞奏議光緒皇帝御賜“萬物咸利”牌匾表揚，惟牌匾乃光緒親點翰林代筆，並非光緒親題。[2]

#### 臺灣

##### 基隆市
- 基隆慶安宮：光緒帝御筆之寶「戴德二天」，因中法戰爭建功，劉銘傳請光緒皇帝所賜，惜匾額下落不明。[3]

##### 台北市
- 萬華區
  - 艋舺祖師廟：光緒帝御筆之寶「功資拯濟」，因中法戰爭建功所賜。
  - 艋舺龍山寺：光緒帝御筆之寶「慈暉遠蔭」，光緒皇帝以法兵入寇，因艋舺龍山寺觀音庇護有功，賜匾「慈暉遠蔭」表揚。[4]
- 松山區
  - 松山慈祐宮：乾隆帝御筆之寶「利濟參天」
- 北投區
  - 北投關渡宮：光緒帝御筆之寶「翌天昭佑」

##### 新北市
- 淡水區
  - 淡水福佑宮：光緒帝御筆之寶「翌天昭佑」，為光緒十二年（1886年）巡撫劉銘傳因中法戰爭之捷奏請賜匾。
  - 淡水龍山寺：光緒帝御筆之寶「慈航普渡」，為光緒十二年（1886年）巡撫劉銘傳因中法戰爭之捷奏請賜匾。
  - 淡水祖師廟：光緒帝御筆之寶「功資拯濟」，為艋舺祖師廟同款匾之複製品。

##### 宜蘭縣
- 宜蘭市
  - 宜蘭城隍廟：光緒帝御筆之寶「膏澤優渥」[5]

##### 新竹市
- 東區
  - 新竹都城隍廟：光緒帝御筆金匾「金門保障」
  - 新竹竹蓮寺：光緒帝親筆御題的金匾「大海慈雲」， 黑字金底雙龍搶珠，匾側有一對金龍護匾。
  - 明志書院：光緒帝親筆御題的金匾「澤普瀛儒」。

##### 新竹縣
- 新埔鎮
  - 褒忠亭義民廟：乾隆帝御筆「褒忠」

##### 彰化縣
- 鹿港鎮
  - 日茂行：嘉慶帝御筆之寶「大觀」

##### 雲林縣
- 北港鎮
  - 北港朝天宮：光緒帝御筆之寶「慈雲灑潤」
  - 北港義民廟：乾隆帝御筆「旌義」

##### 嘉義市
- 東區
  - 嘉邑城隍廟 : 光緒帝御筆之寶「臺洋顯祐」

##### 台南市
- 中西區
  - 台南孔廟：歷任清朝皇帝統治臺灣期間，除清穆宗未以祺祥年號贈匾外，登基時例皆贈匾，目前共八方御製匾額。共有康熙帝御筆之寶「萬世師表」、雍正帝御筆之寶「生民未有」、乾隆帝御筆之寶「與天地參」、嘉慶帝御筆之寶「聖集大成」、道光帝御筆之寶「聖協時中」、咸豐帝御筆之寶「德齊幬載」、同治帝御筆之寶「聖神天縱」，及光緒帝御筆之寶「斯文在茲」等匾。
  - 祀典大天后宮：康熙帝御筆之寶「輝煌海噬」、雍正帝御筆之寶「神昭海表」、咸豐帝御筆之寶「德侔厚載」、光緒帝御筆之寶「與天同功」
  - 祀典武廟：咸豐帝御筆之寶「萬世人極」

- 佳里區
  - 佳里金唐殿：乾隆御筆「旌義」

##### 台東縣
- 台東市
  - 台東天后宮：光緒帝御筆之寶「靈昭誠佑」[6]

##### 澎湖縣
- 馬公市
  - 文澳城隍廟：光緒帝御筆之寶「功在捍衛」[7]

##### 共同御匾
各廟為了提高信仰地位，往往自行仿製「御匾」，以提高身價。地方父母官不但不會禁止，甚至幫助仿製，認為是維繫民心的好方法。如雍正帝曾頒「神昭海表」之匾予湄洲天后宮、台南大天后宮、廈門天后宮三廟。但臺灣各廟紛紛自行仿製。也有百里侯抄襲御書題辭並頒贈廟宇者，最喜愛「神昭海表」、「與天同功」等，故可說是各廟可見。獻匾者除了天子也包括官員仕紳。
- 雍正帝御筆之寶「神昭海表」：台南大天后宮、北港朝天宮、新港奉天宮、鹿港天后宮
- 乾隆帝御筆之寶「佑濟昭靈」：台北天后宮、大甲鎮瀾宮、鹿港天后宮、台南大天后宮、鹿港新祖宮
- 光緒帝御筆之寶「與天同功」：台北天后宮、大甲鎮瀾宮、鹿港天后宮、北港朝天宮、台南大天后宮、內埔天后宮、中港慈裕宮、松山慈祐宮、澎湖天后宮

#### 蒙古
- 慶寧寺：清朝乾隆皇帝御笔匾额“福佑恒沙”。

#### 琉球
- 那霸首里城：首里城正殿內懸掛有數個清朝皇帝賜給琉球國中山王的御筆匾額。原匾皆在沖繩島戰役中燒毀，現掛的都是複製品。

| 匾額     | 賜予者 | 被賜予者 | 賜予時間     |
| -------- | ------ | -------- | ------------ |
| 中山世土 | 康熙帝 | 尚貞王   | 康熙二十二年 |
| 輯瑞球陽 | 雍正帝 | 尚敬王   | 雍正元年     |
| 永祚瀛壖 | 乾隆帝 | 尚敬王   | 乾隆二年     |
| 海邦濟美 | 乾隆帝 | 尚穆王   | 乾隆四十九年 |
| 海表恭藩 | 嘉慶帝 | 尚溫王   | 嘉慶五年     |
| 屏翰東南 | 道光帝 | 尚灝王   | 道光二年     |
| 弼服海隅 | 道光帝 | 尚育王   | 道光十七年   |
| 同文式化 | 咸豐帝 | 尚泰王   | 咸豐二年     |
| 瀛嶠屏藩 | 同治帝 | 尚泰王   | 同治四年     |

#### 马来西亚
- 槟城乔治市：光绪皇帝御笔極樂寺匾额“大雄宝殿”[8]

#### 新加坡
- 粵海清廟： 光緒皇帝御筆匾额“曙海祥雲”[9]
- 天福宮：光緒皇帝御筆匾额“波靖南溟”[10]

### 日本天皇御筆匾額
- 福岡縣
  - 福岡市博多區筥崎八幡宮：龜山天皇為上皇時御筆親題「敵國降伏」的匾額，是元寇入侵日本時所書。1594年由九州武將小早川隆景摹刻成匾額。現懸於宮內的是十七世紀經重修後的匾子。

### 朝鮮國王御筆匾額

#### 韓國
- 全羅南道
  - 順天市曹溪山仙巖寺：朝鮮純祖御筆親題的“大福田”匾額，掛於圓通殿內

### 滿洲國皇帝御筆匾額

#### 臺灣
- 新竹都城隍廟：溥儀御筆（台灣唯一）「正直聰明」，為1935年10月4日滿洲國駐日大使謝介石[11][12]（新竹市人）奏請賜匾。

## 圖像集

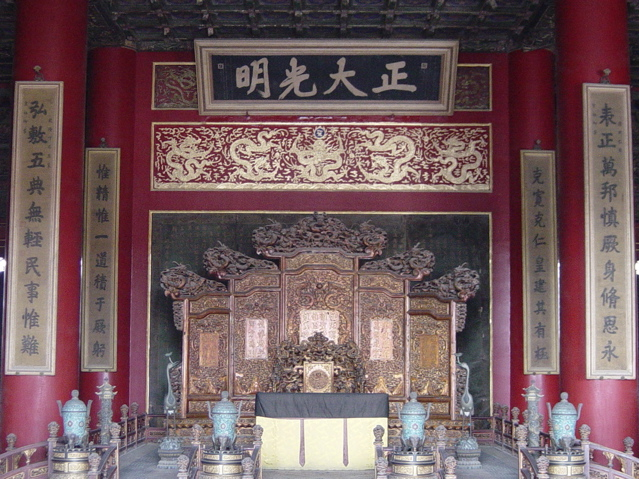
乾清宮順治帝御筆「正大光明」匾額
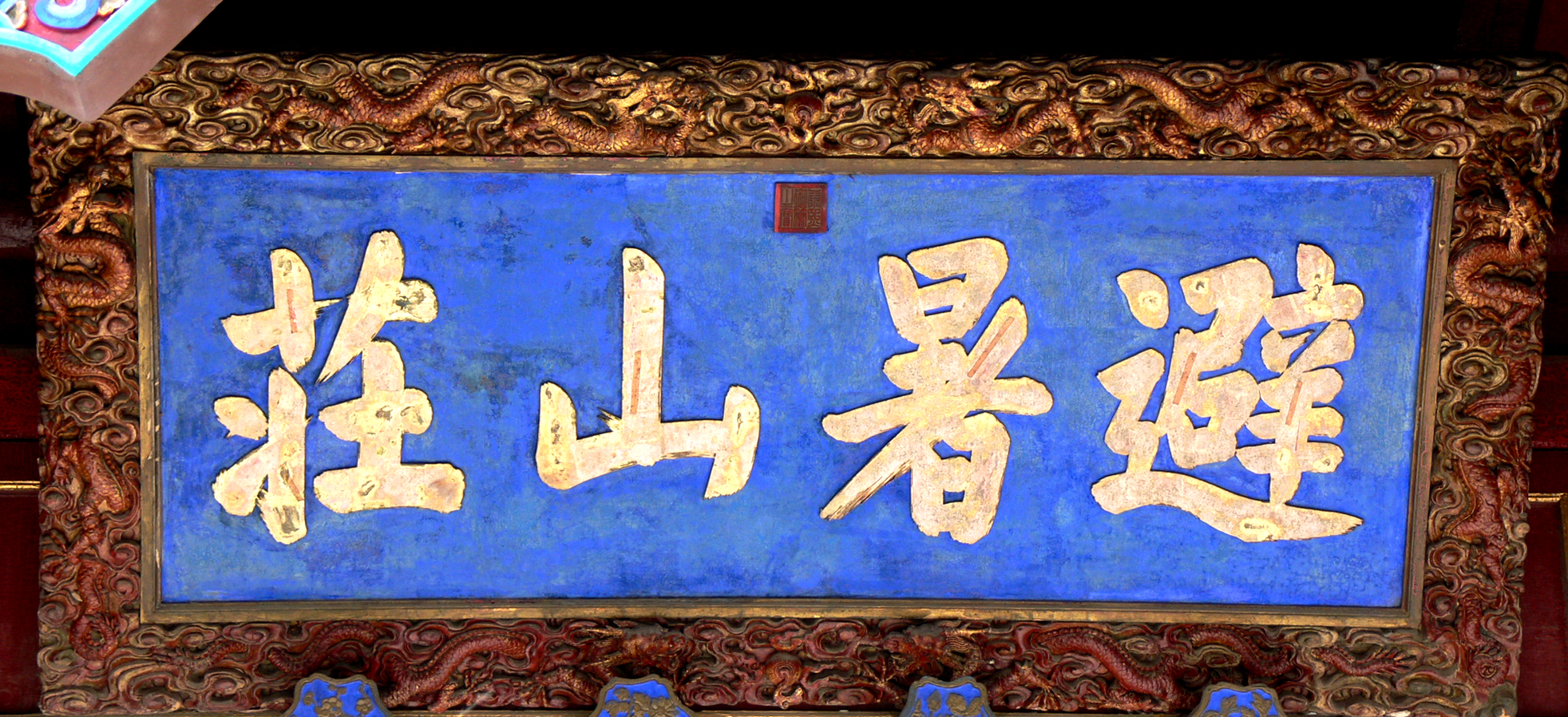
康熙帝御笔避暑山庄龙匾
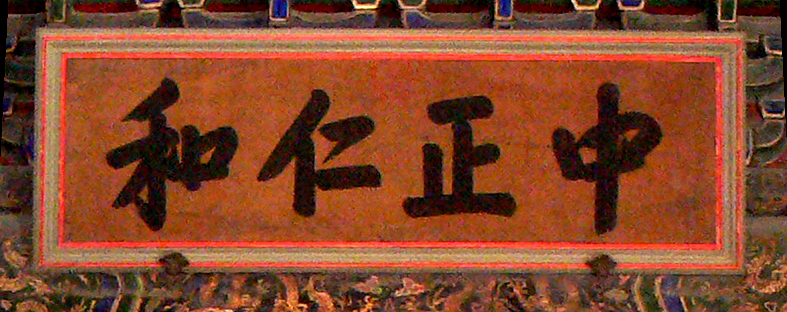
养心殿雍正帝御笔「中正仁和」匾
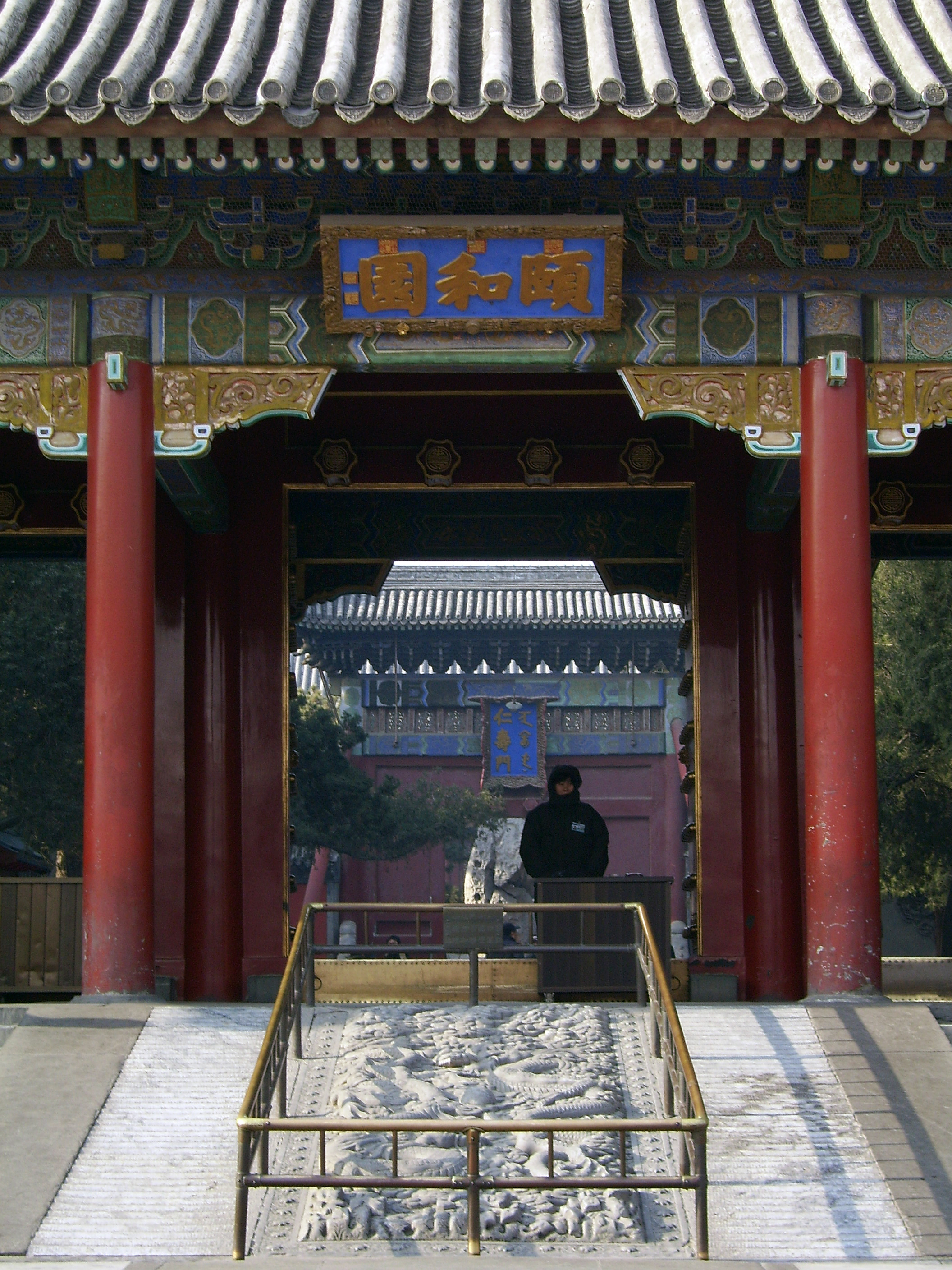
光绪帝御笔颐和园匾额
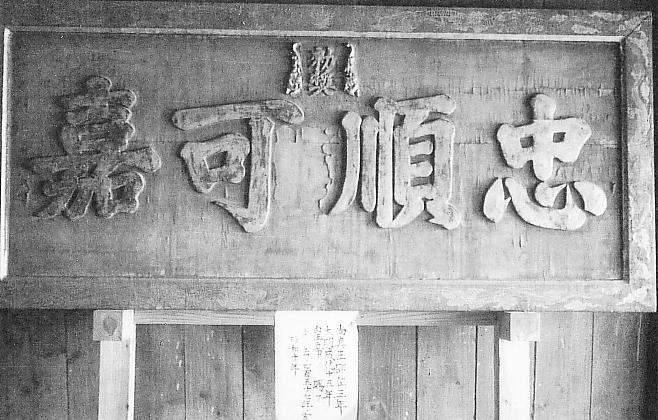
明憲宗御賜琉球國的御筆匾額
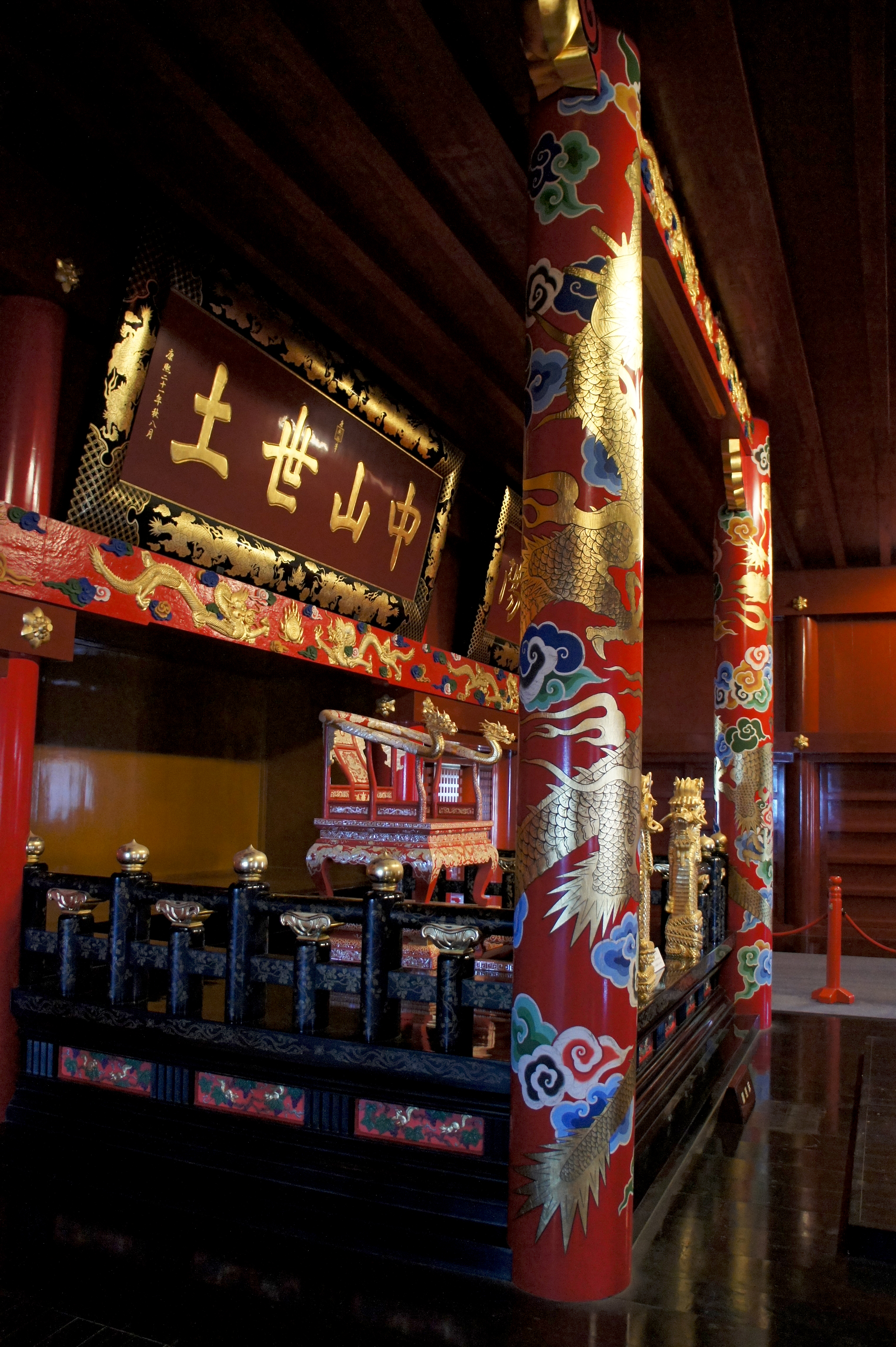
康熙帝御筆賜琉球國中山王匾額「中山世土」
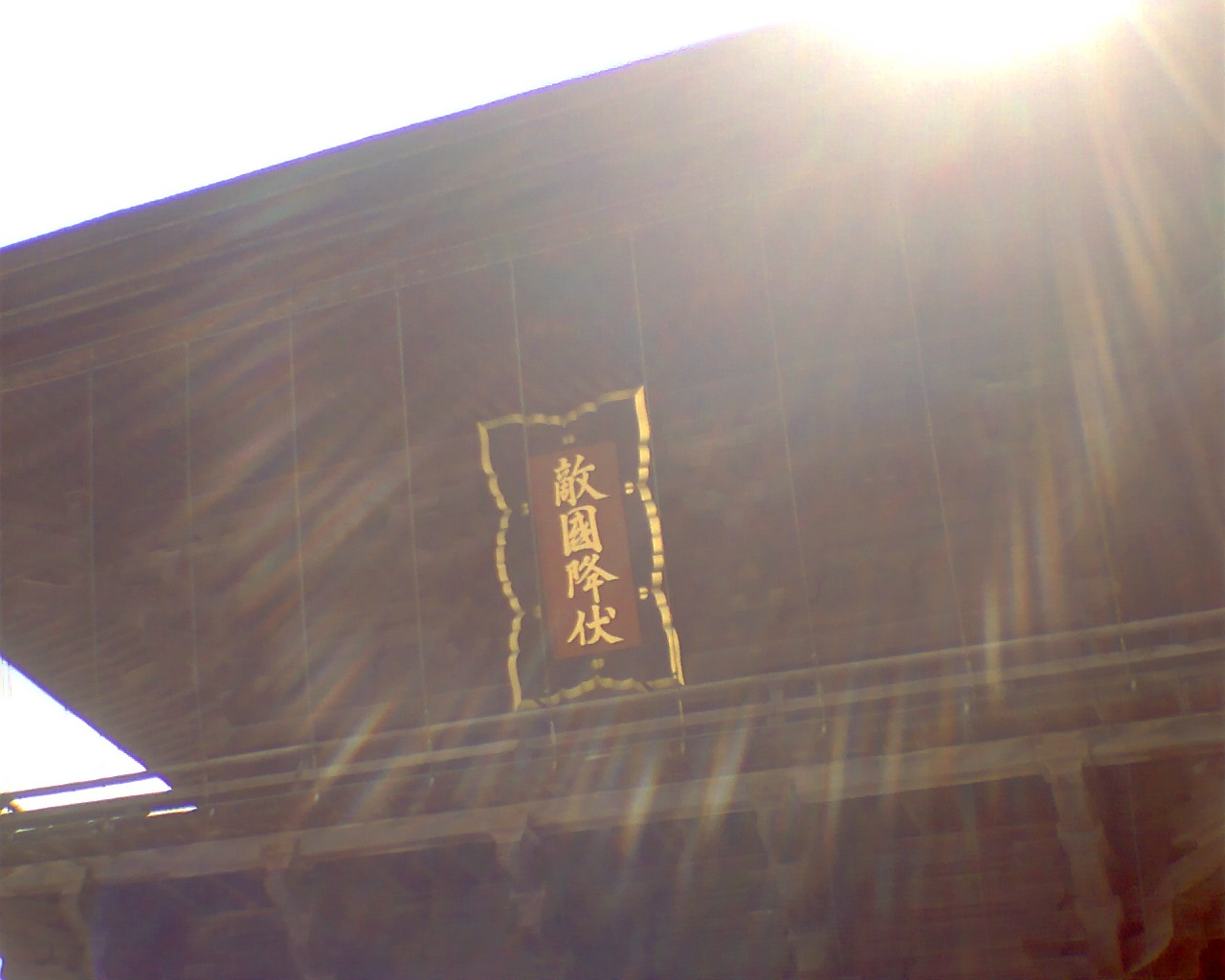
龜山天皇御筆匾額「敵國降伏」